# Michael Habeck
Michael Habeck (Bad Grönenbach, 23 april 1944 - München, 4 februari 2011) was een Duits acteur en stemacteur.

## Loopbaan
Habeck volgde opleiding in toneel- en zangkunst in München en kreeg daarna verschillende aanbiedingen voor theaterstukken.
Sinds 1970 verscheen hij in verschillende rollen op televisie, in onder meer Tatort, Der Alte, Der Kommissar, Lindenstraße, Die Schwarzwaldklinik en Alarm für Cobra 11 – Die Autobahnpolizei. Zijn bekendste filmrol had hij als de kale dikke homoseksuele monnik Berengar in de film The Name of the Rose. Van 1970 tot 1983 speelde hij voor het theatergezelschap Münchner Kammerspiele.
Als stemacteur werd zijn stem bekend in het Duitse taalgebied als Oliver Hardy, Danny DeVito en Martin Balsam en viel hij in voor Sesamstraat als Ernie. Ook sprak hij verschillende hoorspelen in en was hij verteller in verschillende producties waaronder Living Buddha van filmregisseur Clemens Kuby.

## Onderscheidingen
- In 1982 werd hij door het theatermagazine Theater heute uitgeroepen tot 'Schauspieler des Jahres' vanwege zijn vertolking van de titelrol in Parzival.
- In 1984 ontving hij de Adolf-Grimme-Preis voor zijn rol van Oswin in het kinderprogramma Rappelkiste.

## Filmografie

### Bioscoop
- 1972: Sie liebten sich einen Sommer
- 1983: Eisenhans
- 1985: Seitenstechen
- 1986: Der Name der Rose
- 1993: Texas – Doc Snyder hält die Welt in Atem
- 1995: Die Sturzflieger
- 2008: Ossi’s Eleven

### Televisiefilms
- 1972: Adele Spitzeder
- 1976: MitGift
- 1980: Kein Geld für einen Toten
- 1983: Martin Luther
- 1984: Der Besuch
- 1988: Gesprengte Ketten – Die Rache der Gefangenen
- 1990: Peterchens Mondfahrt (stem van de melkwegman)
- 2009: Nichts als Ärger mit den Männern
- 2009: Erntedank. Ein Allgäu-Krimi
- 2011: Mord in bester Familie

### Televisieseries
- 1971, 1973: Der Kommissar (diverse rollen, 2 afleveringen)
- 1973: Rappelkiste - Vom Befehlen und vom Nachdenken
- 1973: Lokaltermin - Die schwarze Hand
- 1974: Telerop 2009 – Es ist noch was zu retten - Fortschritt verboten
- 1974: Münchner Geschichten - Glücksach
- 1974: Tatort – 3:0 für Veigl
- 1975: Das feuerrote Spielmobil - Das blaue Licht
- 1977, 1978: Der Anwalt (diverse rollen, 2 afleveringen)
- 1978: Die fabelhafte Familie Koo in der Zauberkiste (13 afleveringen)
- 1980: Der ganz normale Wahnsinn - Zehntes Kapitel
- 1981: Silas (2 afleveringen)
- 1982: Die Krimistunde - Mein kleiner Betrüger
- 1983: Der Androjäger - Klein bleibt klein
- 1985: Anderland - Manuel und die verheimlichte Freundschaft
- 1986: Rette mich, wer kann (6 delen, 2 afleveringen)
- 1986: Ein Fall für zwei (diverse rollen, 2 afleveringen)
- 1988: Agent ohne Namen (The Bourne Identity) (2 afleveringen)
- 1988: Die Schwarzwaldklinik - Eine starke Frau
- 1989: Eurocops - Der Schwur
- 1989: Hotel Paradies - Familienkrieg
- 1991: Büro, Büro - Der Karriere-Trip
- 1993: König der letzten Tage (2 afleveringen)
- 1993–1997: Ein Bayer auf Rügen (12 afleveringen)
- 1995: Gegen den Wind - Der Surfcup
- 1995: Balko - Krieg der Sterne
- 1996: Tatort – Aida
- 1997, 2000: Alarm für Cobra 11 – Die Autobahnpolizei (diverse rollen, 2 afleveringen)
- 1997: Der Fahnder - Post für Mike
- 1997: Lexx – The Dark Zone - Giga Shadow
- 1997: Große Freiheit - Ein Killer kehrt heim
- 1997: Der Bulle von Tölz – Tod auf Tournee
- 1998: Für alle Fälle Stefanie - Vom Himmel hoch
- 1998: Im Namen des Gesetzes - Monster
- 1998: Die Wache - Fremde in der Nacht
- 1999: Klemperer – Ein Leben in Deutschland - Küss mich in der Kurve
- 1999: Dr. Stefan Frank – Der Arzt, dem die Frauen vertrauen - Dann eben mit Gewalt
- 2000: Geisterjäger John Sinclair - Das Horrorkabinett
- 2001: Tatort – Zielscheibe
- 2001: Lukas - Oh, mein Papa
- 2001: Anwalt Abel - Salut, Abel!
- 2002: Utta Danella – Die Hochzeit auf dem Lande
- 2003: Der Ermittler - Absender unbekannt
- 2004: Die Rosenheim-Cops - Zoff im Kuhstall
- 2004: Lindenstraße (2 afleveringen)
- 2005: Forsthaus Falkenau - Moritz
- 2005: Zwei am großen See – Die Eröffnung
- 2005: Tatort – Rache-Engel
- 2005: Der Bulle von Tölz – Ein erstklassiges Begräbnis
- 2007, 2008: Der Alte (diverse rollen, 2 afleveringen)
- 2008: Siska - Keine Gnade für Ronny Brack
- 2009: Franzi - Las Vegas
- 2011: Donna Leon – Das Mädchen seiner Träume
- 2011: Nord Nord Mord

## Hoorspelen (selectie)
- 1991: Adolf Schröder: Berger und Levin (Albert) – Regie: Bernd Lau (misdaadhoorspel in 6 delen – NDR)
- 2001: Elwyn Brooks White: Wilbur und Charlotte – Regie: Andrea Otte (kinderhoorspel – SWR)
- 2002: Edith Nesbit: Die Kinder von Arden (mol) – Regie: Robert Schoen (kinderhoorspel – SWR)
- 2005: Karlheinz Koinegg: Ritter Artus und die Ritter der Tafelrunde (verteller/sir Berdivere) – Regie: Angeli Backhausen (kinderhoorspel (6 delen) – WDR)
- 2005: Lloyd Alexander: Taran und das Zauberschwert (Doli) – Regie: Robert Schoen (kinderhoorspel – SWR)
- 2006: Jörg Graser: Diridari – Regie: Robert Matejka (DKultur)
- 2006: Ulrich Bassenge: Morbus sacer – Regie: Ulrich Bassenge (WDR)
- 2010: Ulrich Bassenge: musaeum clausum – Regie: Ulrich Bassenge (BR)
- 2011: Dietmar Dath: Die Abschaffung der Arten – Regie: Ulrich Lampen (12-delige literatuurbewerking – BR)